# 铁伐
铁伐，（？—553年），郁久闾氏，為亞洲蒙古高原一帶古國柔然的第十四位君主，铁伐是登注俟利次子，於552年立汗，553年遭契丹所殺。
铁伐是候其伏代库者可汗那盖的曾孙，敕连头兵豆伐可汗阿那瓌的堂侄。552年，阿那瓌被突厥伊利可汗土门打败杀死，阿那瓌的儿子庵罗辰率领部分柔然人归顺北齐。铁伐被留在漠北东部的柔然人立为可汗。次年二月，铁伐被契丹人杀害。他的父亲登注俟利和哥哥库提返回漠北。
| 前任： 阿那瓌 | 柔然國君主 552年—553年 | 繼任： 登注俟利 |